# Drummuir
Drummuir (gaélique écossais : Druim Iubhair) est un petit village, traditionnellement situé dans le comté de Banffshire, et dans le concil area de Moray. Il est situé entre Dufftown (8 km), Keith (12 km) et Huntly (14,5 km).
Son ancien nom est Botriphnie, nom qui est encore parfois utilisé pour la paroisse. Drummuir vient du gaélique écossais 'Druim Iubhair signifiant "Crête d'if"; le nom Botriphnie (Both Draighnigh) peut provenir du picte et être un nom en "Pit-", signifiant "Ferme aux épines".
Le plus grand bâtiment de Drummuir est le Château de Drummuir, un bâtiment néogothique dans le style de la Strawberry Hill House, avec des grands jardins. Le château a été construit par les Gordon-Duffs, qui sont toujours les propriétaires de la zone.
La ligne ferroviaire de Keith et Dufftown passe dans le village part une distillerie fermée. Elle est rarement utilisée, mais encore en bon état.
La rivière Isla qui s'écoule depuis Keith à travers Strathisla, et le Davidston Burn (ou Davieburn), un affluent de l'Isla, sont les deux principales rivières de la zone. Ben Rinnes est clairement visible à l'est, et donne une forte impression visuelle.
En 2002, la commune normalement paisible fut dérangée lorsque le corps d'une jeune adolescente fut retrouvée à cet endroit.